# Картонна коробка
«Карто́нна коро́бка» (англ. The Adventure of the Cardboard Box) — твір із серії «Спогади Шерлока Холмса» шотландського письменника Артура Конана Дойла. Вперше опубліковано Strand Magazine 1892 році.

## Сюжет

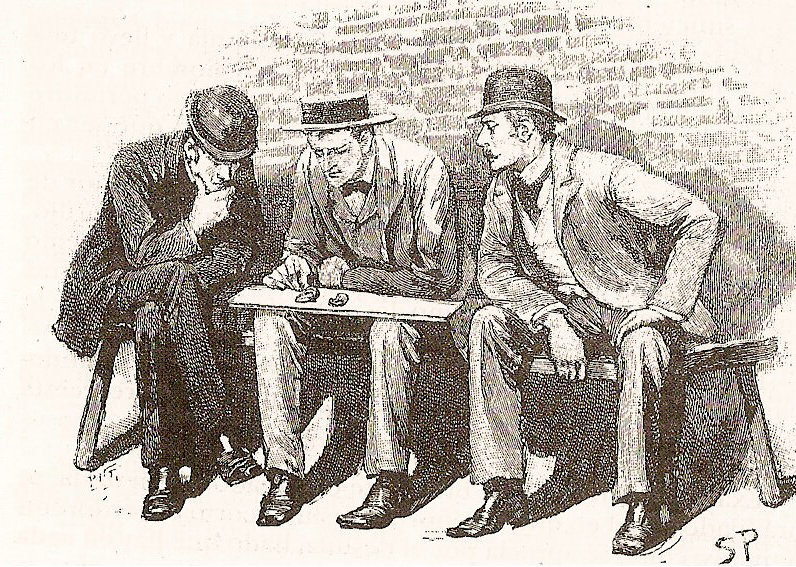
Холмс вивчає вуха

50-річна жінка міс Сьюзен Кушинг отримує бандероль зі вкладеними туди двома людськими вухами. Інспектор Лестрейд впевнений, що це справа трьох студентів-медиків, яких колись через неналежну поведінку вигнала жінка. Посилка була відправлена з Белфаста. При перегляді змісту коробку Холмс стверджує, що йдеться про серйозний злочин. Він також зауважує, що студенти-медики відрізали б вуха акуратніше, та й зав'язана посилка була морським вузлом, що говорить, що до справи причетні моряки. До того ж, адреса написана не каліграфічно та з помилками, що свідчить про те, що зловмисник вперше почув про Кройден.
Справа виявляється такою простою, що детектив просить Лестрейда не зазначати його ім'я в історії справи. Все, що робить містер Холмс, це декілька питань до міс Кушинг, дзвінок до Ліверпулю та візит до сестри жінки. Шерлок Холмс розкриває карти: вуха належать третій сестрі Кушинг та її коханцю. Він також переконаний, що чоловік покійної сестри вбивця, а також те, що бандероль була адресована сестрі міс Кушинг — Сарі (хоча на коробці значилося просто «С. Кушинг»). Джим Браунер через ревнощі вчинив подвійне вбивство, через що потім настільки розкаювався, що був згоден навіть на повішення, аби почуття провини не мучило його все життя.